# Vụ án Khá Bảnh
Vụ án Khá Bảnh là vụ án hình sự về tội đánh bạc và tổ chức đánh bạc của Khá Bảnh là người cầm đầu và các đồng phạm ở khu vực tỉnh Bắc Ninh, một người nổi tiếng trên mạng trong giới trẻ ở Việt Nam. Vụ án này diễn ra trong khoảng thời gian tròn một năm từ 10 tháng 1 năm 2019–20, với kết cục án phạt tù có thời hạn với Khá Bảnh và các đồng phạm, tạo nên sự quan tâm lớn trong cộng đồng về những đánh giá, quan điểm đối với vấn đề "giang hồ mạng", sức hút và ảnh hưởng của nhóm đối tượng này đối với xã hội lúc bấy giờ.
Trong vụ án, Khá Bảnh cùng băng đảng của mình đã tiến hành quá trình kiếm tiền từ hoạt động lô đề dựa trên chương trình xổ số kiến thiết, trực tiếp thực hiện hai hành vi bị cấm cùng với nhau là đánh bạc và tổ chức đánh bạc, đồng thời sử dụng số tiền lớn, thu lợi bất chính trái với quy định của pháp luật, bị bắt giữ, khởi tố, truy tố, và xét xử từ sơ thẩm, phúc thẩm để đi tới kết luận hình phạt 10 năm 6 tháng tù từ 2019.

## Nội dung vụ án

### Bối cảnh
Tại vùng đô thị Từ Sơn, tỉnh Bắc Ninh, có Ngô Bá Khá (biệt danh Khá "Bảnh") sinh ra trong gia đình thuần nông, bỏ học khi lên năm lớp 7, từng đi học trường giáo dưỡng hai năm 2011–13 sau đó trở lại Bắc Ninh và hành nghề thợ mộc. Khá Bảnh có tiền án, tiền sự lẫn từng bị xử phạt hành chính trong nhiều lần ẩu đả, xung đột từng có, trong đó tiền án là hình phạt 5 tháng tù về tội gây rối trật tự công cộng năm 2017, tiền sự là vi phạm luật giao thông, hình thức phạt tiền 5,5 triệu đồng và giữ giấy phép lái xe ô tô ba tháng năm 2019, phạt tiền 2,5 triệu đồng về hành vi xâm hại sức khỏe của người khác năm 2014. Sống ở Từ Sơn, Khá Bảnh bắt đầu trở nên nổi tiếng trong giới trẻ khi tham gia hoạt động trên mạng Internet, Facebook, YouTube, tìm cách kiếm tiền từ nhiều nguồn khác nhau cùng băng nhóm của mình, được xem là "giang hồ mạng" trong đó có các nhân vật như Nguyễn Hữu Hội, Nguyễn Văn Quang, bên cạnh đó là nhóm Trịnh Hữu Quý, Ngô Lương An, Nguyễn Trọng Công, tất cả đều ở Bắc Ninh.

### Tình tiết

Khá Bảnh vào tháng 3 năm 2019, trong giai đoạn của vụ án.

Ngày 10 tháng 1 năm 2019, băng đảng của Khá Bảnh bắt đầu tổ chức đánh bạc dưới hình thức ghi số lô, số đề ăn tiền, lợi dụng việc mở thưởng kết quả xổ số kiến thiết miền Bắc, một hình thức trò chơi cờ bạc bị cấm tại Việt Nam trong nhóm tội đánh bạc. Trước giai đoạn này, Khá Bảnh đã thế chấp xe Kia Cerato của mình với Ngân hàng Nam Việt chi nhánh Hà Nội để vay tiền phục vụ hoạt động. Từ tháng 1 đến cuối tháng 3, nhóm hoạt động với những người chơi lô, đề trong 44 ngày, các thành viên trong nhóm phân chia công việc trong quá trình này, theo đó Khá Bảnh là người cầm đầu và chỉ đạo cụ thể, Văn Quang phụ trách trực tiếp ghi số lô, số đề của người chơi, sau đó chuyển lại bảng cáp lô, đề cho Khá Bảnh để hưởng phần trăm chênh lệch, Hữu Hội phụ trách tính toán bảng cáp lô đề do Khá Bảnh chuyển cho để xác định thắng thua. Ở hoạt động tổ chức này, tổng số tiền đánh bạc là hơn 4,6 tỷ đồng, Khá Bảnh thu lợi hơn 280 triệu đồng, Văn Quang 56 triệu đồng và Hữu Hội được trả 300 ngàn đồng mỗi ngày.
Ngoài ra, Khá Bảnh còn có hành vi trực tiếp đánh bạc với Hữu Hội trong nhóm và băng đảng Lương An, Hữu Quý, Trọng Công đến từ Tiên Du với hình thức ghi số lô, số đề ăn tiền. Cụ thể, hắn đã đánh bạc với Hội trong 4 ngày với tổng số tiền đánh bạc là hơn 167 triệu đồng, trong đó có 2 ngày trên 50 triệu đồng; với Quý trong 13 ngày với gần 40 triệu đồng, trong đó có 2 ngày với số tiền đánh bạc trên 5 triệu; với An trong 24 ngày với hơn 367 triệu đồng, 22 ngày trên 5 triệu nhưng dưới 50 triệu đồng; với Công trong 3 ngày với hơn 50 triệu đồng, trong đó có 2 ngày đánh bạc trên 5 triệu đồng. Trong suốt giai đoạn này, hoạt động của băng nhóm được phát hiện bởi cơ quan công an địa phương, tiến hành điều tra. Ngày 1 tháng 4, Công an thị xã Từ Sơn và Công an tỉnh Bắc Ninh phối hợp thực hiện lệnh khám nhà và lệnh bắt giữ khẩn cấp Khả Bảnh cùng băng đảng, rồi sau đó là thu giữ bằng chứng, vật chứng, khởi tố vụ án này.

## Xét xử

### Sơ thẩm
Ngày 13 tháng 11 năm 2019, Tòa án nhân dân thị xã Từ Sơn đã mở phiên hình sự sơ thẩm tại trụ sở tòa ở đường Lê Quang Đạo, phường Đình Bảng. Trong phiên sơ thẩm, Khá Bảnh và băng nhóm của mình không có luật sư bào chữa, đã tự bào chữa cho mình trước tòa. Với những nội dung, tình tiết và bằng chứng thu thập được trong quá trình điều tra, tòa sơ thẩm đã tuyên xử các bị cáo Khá Bảnh, Hữu Hội phạm tội đánh bạc trường hợp dùng tiền đánh bạc trị giá trên 50 triệu đồng và tội tổ chức đánh bạc trường hợp thu lợi bất chính trên 50 triệu đồng; Văn Quang phạm tội tổ chức đánh bạc; ba người còn lại phạm tội đánh bạc. Về hình phạt, tòa sơ thẩm tổng hợp hình phạt theo phạt tù có thời hạn, cân nhắc giữa tăng nặng và giảm nhẹ trách nhiệm hình sự, giảm án với các tình tiết như người phạm tội thành khẩn khai báo, ăn năn hối cải, tăng án với các tình tiết như phạm tội hai lần trở lên, tái phạm với tiền án, tiền sự trước đó, lần lượt tuyên Khá Bảnh 10 năm 6 tháng tù, 30 triệu đồng nộp ngân sách nhà nước; Hữu Hội 8 năm 6 tháng tù, 20 triệu đồng nộp ngân sách nhà nước; Văn Quang 5 năm tù, Lương An 20 tháng, Trọng Công 25 tháng và Hữu Quý 12 tháng tù.
| “                                                                      | Bị cáo không cần đánh bạc cũng có tiền... tuổi trẻ nên suy nghĩ nông nổi. | ” |
| —Lời Khá Bảnh, trả lời tòa sơ thẩm khi được hỏi về sai trái phạm phải. |                                                                           |   |

Tòa sơ thẩm quyết định truy thu nộp ngân sách nhà nước hơn 4,9 tỷ đồng từ Khá Bảnh, trả lại cho hắn xe ô tô Kia Cerato nhưng tạm giữ để đảm bảo thi hành án, buộc các bị cáo chi trả án phí, lệ phí tòa án, tuyên xử lý vật chứng, án phí và quyền kháng cáo theo quy định pháp luật. Một tuần sau phiên sơ thẩm, Khá Bảnh kháng cáo xin giảm nhẹ hình phạt và đề nghị xem xét lại số tiền 4,9 tỷ đồng truy thu nộp ngân sách. Các bị cáo còn lại cũng kháng cáo xin giảm nhẹ hình phạt, xin hưởng án treo. Ngoài ra, Ngân hàng Nam Việt – Chi nhánh Hà Nội kháng cáo đề nghị trả lại chiếc xe ô tô bị tạm giữ cho ngân hàng.

### Phúc thẩm

#### Khởi đầu
Ngày 14 tháng 12 năm 2019, Tòa án nhân dân tỉnh Bắc Ninh thụ lý vụ án này, mở phiên hình sự phúc thẩm vào ngày 10 tháng 1 năm 2020 tại trụ sở ở số 46 Nguyễn Gia Thiều, phường Suối Hoa, thành phố Bắc Ninh với chủ tọa Vũ Công Đồng, hai thẩm phán là Nghiêm Thị Lượng và Đinh Xuân Tuấn. Ở phiên phúc thẩm, Khá Bảnh có luật sư bào chữa là Phạm Quang Hòa và Trần Đình Kiên – Luật sư thuộc Văn phòng luật sư Quang Minh, Đoàn luật sư thành phố Hà Nội. Ở phiên này, các bị cáo đều thừa nhận bản án sơ thẩm xét xử về tội danh là đúng người, đúng tội, chỉ đề nghị giảm nhẹ hình phạt. Kiểm sát viên Phùng Đức Khương đại diện Viện kiểm sát nhân dân tỉnh Bắc Ninh thực hành quyền công tố tại phiên tòa, sau khi phân tích tính chất, mức độ nguy hiểm hành vi phạm tội của các bị cáo, các tình tiết tăng nặng, giảm nhẹ trách nhiệm hình sự đã đề nghị Hội đồng xét xử không chấp nhận kháng cáo của các bị cáo, chấp nhận kháng cáo của Ngân hàng Nam Việt về việc trả lại chiếc xe ô tô cho Khá Bảnh để người này thực hiện hợp đồng thế chấp với ngân hàng.
Bào chữa cho Khá Bảnh, Luật sư Quang Hòa và Đình Kiên trình bày rằng hành vi tổ chức đánh bạc của Khá Bảnh là chưa rõ ràng vì bị cáo Quang trong vụ án chủ động gặp, liên lạc với Khá, Quang là người đưa cáp lô, đề cho Khá, hành vi của Khá chỉ là đánh bạc với Quang. Về khoản tiền truy thu 4,9 tỷ đồng mà tòa sơ thẩm tuyên Khá phải nộp thì đây không phải là vật chứng hay phương tiện phạm tội hoặc cứ coi là vật chứng thì số tiền này không phải bị cáo Khá được cả mà đã thanh toán được thua hàng ngày với các đối tượng tham gia đánh bạc. Khá có tình tiết giảm nhẹ mới là đã nộp tiền án phí và tiền phạt. Hai luật sư đề nghị giảm nhẹ hình phạt và không truy thu tiền đối với Khá. Đối với bị cáo Hội, luật sư bào chữa lập luận rằng bị cáo này có vai trò thứ yếu trong vụ án vì Hội chỉ giúp Khá thống kê cáp lô, đề khi các bên đã thực hiện xong hành vi đánh bạc, đề nghị giảm nhẹ hình phạt.

#### Nhận định của tòa án
Tòa án Bắc Ninh, nhận định Khá Bảnh.
Tại phiên phúc thẩm, Hội đồng xét xử đưa ra nhận định về toàn bộ vụ án, xem xét rằng lời khai nhận tội của các bị cáo phù hợp với lời khai của người có quyền lợi, nghĩa vụ liên quan, vật chứng thu giữ được và các tài liệu chứng cứ khác có trong hồ sơ vụ án, đủ cơ sở kết luận hành vi đánh bạc, tổ chức đánh bạc, thu lợi bất chính của băng nhóm này, nhất trí với tội danh mà tòa sơ thẩm đã tuyên là đúng người, đúng tội, đúng pháp luật. Xét kháng cáo xin giảm nhẹ hình phạt và xin hưởng án treo của các bị cáo, tòa phúc thẩm cho rằng hành vi của các bị cáo là nguy hiểm cho xã hội, đã xâm phạm đến trật tự công cộng, nếp sống văn minh, gây mất trật tự trị an tại địa phương và là nguyên nhân của các tội phạm khác, đồng ý rằng án sơ thẩm đã đánh giá đúng tính chất, mức độ của hành vi phạm tội, các tình tiết tăng nặng, giảm nhẹ trách nhiệm hình sự đối với các bị cáo về cơ bản đã áp dụng hình phạt đối với các bị cáo là phù hợp, không nặng.
Với Hữu Hội, Hội đồng xét xử cho rằng Hội là người giúp sức tích cực cho Khá trong hành vi tổ chức đánh bạc và đánh bạc với Khá với số lượng lớn, vì vậy cần giữ nguyên hình phạt tù với Khá, Hội. Với vấn đề về truy thu 4,9 tỷ đồng mà Khá Bảnh kháng cáo lẫn lập luận của luật sư bào chữa, tòa phúc thẩm nhận định rằng trong hành vi tổ chức đánh bạc, Khá được hưởng lợi bất chính hơn 280 triệu đồng, trực tiếp đánh bạc với người khác số tiền hơn 620 triệu đồng, do đó tịch thu sung công khoản tiền thu lời bất chính và tiền đánh bạc này nên  chấp nhận kháng cáo của Khá dựa trên lập luận của luật sư bào chữa.
Với yêu cầu kháng cáo của Nam Việt Hà Nội, tòa phúc thẩm xét thấy chiếc xe Kia Cerato là tài sản thuộc sở hữu hợp pháp của Khá Bảnh, tuy người này còn phải có nghĩa vụ thi hành án hơn 900 triệu đồng đối với bản án này nhưng chiếc xe ô tô trên không phải là phương tiện bị cáo dùng để thực hiện hành vi phạm tội và đã được Khá thế chấp tại Nam Việt, ngân hàng này giữ giấy tờ đăng ký xe. Mặc dù khoản vay của Khá với ngân hàng chưa đến hạn trả nợ nhưng tại phiên tòa, Khá và người được ủy quyền để thực hiện các nghĩa vụ thanh toán khoản nợ này với ngân hàng đều đề nghị được trả xe để thực hiện nghĩa vụ thế chấp. Do đó, tòa phúc thẩm thấy rằng chỉ cần tuyên trả lại chiếc xe này cho Khá mà không cần tạm giữ để đảm bảo thi hành án.

#### Quyết định
Từ những nhận định này, tòa phúc thẩm dựa trên thẩm quyền, tuyên án phúc thẩm theo hình thức chấp nhận, không chấp nhận kháng cáo với từng yêu cầu cụ thể, sửa án sơ thẩm trong một số tình huống. Cụ thể với hình phạt, tòa phúc thẩm tuyên không chấp nhận kháng cáo về giảm án của Khá, Hội và An, giảm án cho bị cáo khác. Với Khá Bảnh, tòa giữ nguyên hình phạt tù 10 năm 6 tháng tù, thời hạn tính tù từ ngày bị bắt là ngày 1 tháng 4 năm 2019, duy trì lệnh tạm giam để thi hành án, chấp nhận kháng cáo về truy thu lợi nhuận, sửa án sơ thẩm từ 4,9 tỷ đồng xuống còn hơn 900 triệu đồng tiền truy thu.